# Efeito de Bauschinger

Efeito de Bauschinger

O Efeito de Bauschinger (assim denominado em homenagem a Johann Bauschinger) é a mudança de direção do limite de elasticidade de um metal policristalino ou liga metálica, após uma deformação plástica. Ao deformar um metal em uma direção até que seja ultrapassado o limite de elasticidade, e deformando-o após na direção contrária, seu limite de proporcionalidade nesta última direção é menor. O motivo para que isto ocorra são adições e bloqueamentos de discordâncias (dislocation) (falhas) no material.

## Eletromagnetismo
No eletromagnetismo verifica-se um fenómeno semelhante, ao qual se designa Histerese Magnético ou simplesmente Histerese.
O gráfico que representa o histerese magnético é designado Ciclo de Histerese.